# László Baky
László Baky, né le 13 septembre 1898 à Budapest et mort le 29 mars 1946, est un membre influent du mouvement nazi hongrois qui a prospéré avant et pendant la Seconde Guerre mondiale. Haut fonctionnaire pendant l'occupation des nazis, il participe à la Shoah en Hongrie.

## Biographie
Diplômé d'une académie militaire, László Baky devient connu en 1919 à Szeged en raison de ses activités contre-révolutionnaires violentes et il escalade la hiérarchie au point de devenir l'une personnalités influentes de la gendarmerie. Il est membre de plusieurs groupes d'extrême droite, il quitte le corps de gendarmerie en 1938 (avec le grade de major général) pour rejoindre le Parti national socialiste hongrois (en). Il est élu député en 1939 et siège en tant que membre d'un groupe de coalition nazi. Proche du Troisième Reich, il est nommé éditeur du journal Magyarság, financé par les Allemands. Il devient bientôt un allié de Fidél Pálffy (en) ; tous deux se rallient au général Ruszkay et à Ferenc Szálasi pour former une coalition plus large de sympathisants pro-nazis conservateurs et militaires.
En mars 1944, le Troisième Reich envahit et occupe la Hongrie. Baky devient secrétaire d'État au ministère de l'Intérieur, sous l'autorité d'Andor Jaross. Avec son collègue László Endre (lui aussi secrétaire d'État au même ministère), il participe avec enthousiasme à la déportation des Juifs hongrois et à leur envoi dans les centres d'extermination nazis. Peu après son ascension au pouvoir, il écrit à Jaross « le gouvernement royal hongrois réussira bientôt à purger le pays de ses Juifs. J'ordonne que cette purge soit menée par région. Par l'effet de cette purge, la juiverie — quel que soit le sexe ou l'âge — va être convoyée vers des camps de concentration ». Le 4 avril 1944, il préside une réunion où participent de hauts responsables des commandos d'Adolf Eichmann ainsi qu'Endre et László Ferenczy. Lors de cette réunion, les participants décident que les biens des Juifs seraient confisqués et que les Juifs eux-mêmes seraient déplacés vers des ghettos en zone urbaine avant leur déportation en Allemagne. Sous la direction d'Eichmann, Baky procède deux jours plus tard à la rafle des Juifs dans plusieurs secteurs.
À l'été 1944, Baky est démis de ses fonctions puis arrêté parce qu'il a conspiré — infructueusement — pour organiser un coup d'État contre Miklós Horthy, qui a par ailleurs ordonné à Edmund Veesenmayer d'interrompre la déportation des Juifs. Toufois, Baky retrouve ses fonctions en octobre quand le Parti des Croix fléchées parvient au pouvoir grâce aux occupants nazis. Sous ce régime, Baky continue ses opérations de déportation et d'assassinat de masse. En 1945, il fuit le pays mais il est arrêté en Autriche et reconduit à Budapest. Début 1946, László Baky, László Endre et Andor Jaross sont traduits en jugement, déclarés coupables de crimes contre l'État et condamnés à mort. Baky est exécuté par pendaison le 29 mars 1946.